# فهرست ایستگاه‌های رادیویی در لسوتو
سرویس ملی پخش رادیویی لسوتو (به اختصار: LNBS) رسانه دولتی رادیویی کشور لسوتو است. یکی از ایستگاه‌های اصلی آن، رادیو لسوتو است که در بازه فرکانسی ۹۳٫۹ تا ۹۹٫۳ اف‌ام پخش می‌شود و به زبان‌های سوتو و انگلیسی برنامه دارد.

## ایستگاه‌های رادیویی فعال
علاوه بر رادیو لسوتو، چندین ایستگاه رادیویی دیگر نیز در این کشور به فعالیت مشغول هستند. از جمله این ایستگاه‌ها می‌توان به موارد زیر اشاره کرد:
- سرویس جهانی بی‌بی‌سی – فرکانس ۹۰٫۲ اف‌ام (به زبان انگلیسی، ناحیه ماسرو)
- Harvest FM
- ۳۵۷ اف ام
- Sublime Radio – ۹۴٫۳ اف‌ام
- ۱۰۶٫۹ اف‌ام – برنامه‌های موسیقی و گفت‌وگو به زبان‌های سوتو و انگلیسی (در ماسرو)
- رادیو کاتولیک لسوتو – ۱۰۳٫۳ اف‌ام
- MoAfrika FM
- People’s Choice FM – ۹۵٫۶ اف‌ام
- رادیو بین‌المللی فرانسه – برنامه‌هایی به زبان‌های فرانسوی و انگلیسی
- Bokamoso FM – فرکانس‌ها: ۹۷٫۴ اف‌ام (ماسرو)، ۹۸٫۲ اف‌ام (لریبه)، ۹۲٫۶ اف‌ام (مافتنگ)
- Ultimate Radio – ۹۹٫۸ اف‌ام (رادیوی تجاری تحت مالکیت دولت)
- LM Radio – ۱۰۴ اف‌ام (ایستگاه انگلیسی‌زبان با بیشترین محتوای موسیقی در ماسرو و اطراف)
- T'senolo FM – ۱۰۴٫۶ اف‌ام
- Soul Radio – فقط به‌صورت اینترنتی

## تاریخچه و فعالیت‌های آلتیمیت رادیو
آلتیمیت رادیو در تاریخ ۹ مه ۲۰۰۶ به‌عنوان نخستین رادیوی تجاری تحت مالکیت دولت در لسوتو تأسیس شد. هدف این ایستگاه ارائه خدمات به جامعه کسب‌وکار و جوانان و همچنین تبدیل شدن به منبع درآمدی برای وزارت ارتباطات بود. این ایستگاه توسط گروهی از مجریان پیشین رادیو لسوتو راه‌اندازی شد که مسئول تدوین استراتژی و محتوای برنامه‌ها بودند.
در سال ۲۰۰۸، نیروهای تمام‌وقت بیشتری به استخدام این رادیو درآمدند. سپس، آلتیمیت اف‌ام با گسترش دامنه پخش خود به فرکانس‌های ای‌ام ۸۹۱ و ای‌ام ۱۱۹۷ به نام آلتیمیت رادیو تغییر نام داد. در سال ۲۰۱۳، این ایستگاه به‌طور موقت بر روی فرکانس اف‌ام ۸۸٫۶ در لریبه نیز پخش شد. از سال ۲۰۱۴، این رادیو برگزارکننده جوایز سالانه موسیقی آلتیمیت رادیو (UMAs)آلتیمیت رادیو عمدتاً به زبان انگلیسی برنامه پخش می‌کند و به مدت ۱۹ ساعت در روز به پخش موسیقی، اخبار کوتاه، تبلیغات و برنامه‌های ورزشی می‌پردازد.